# NGC 7110
NGC 7110 (другие обозначения — PGC 67199, ESO 403-16, MCG -6-47-12) — спиральная галактика с перемычкой (SBb) в созвездии Южная Рыба.
Этот объект входит в число перечисленных в оригинальной редакции «Нового общего каталога».